# 트라팔가르곶

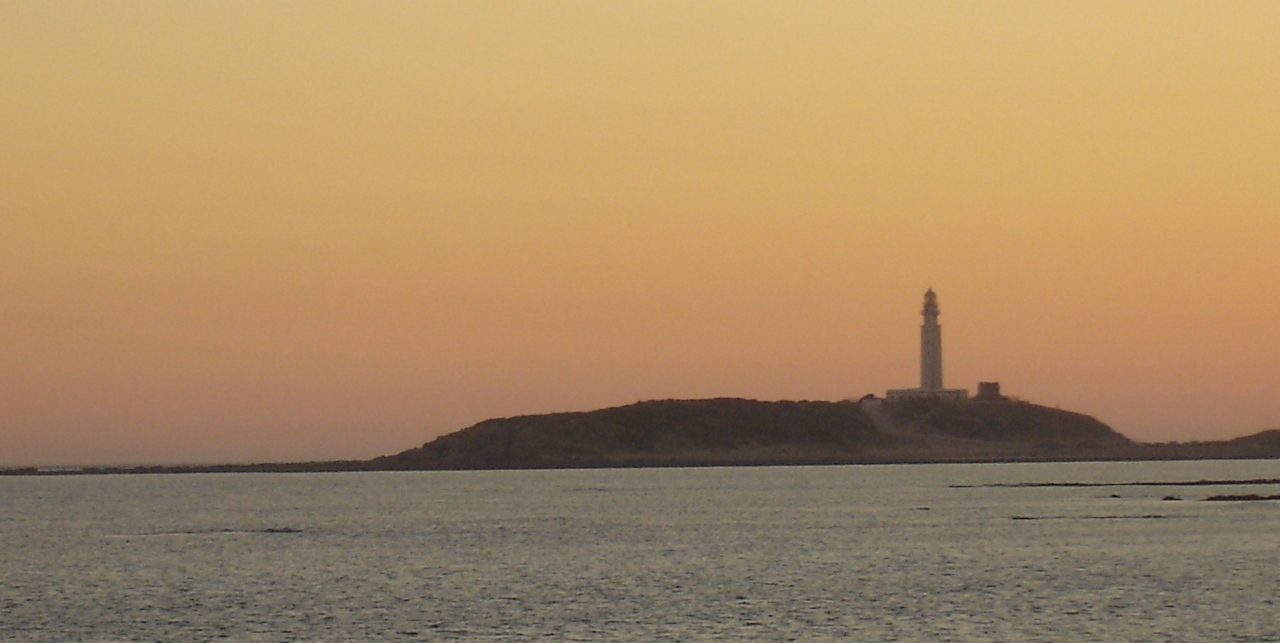
트라팔가르곶

트라팔가르곶(스페인어: Cabo Trafalgar)은 스페인 남부 서해안 지브롤터 해협의 북서 약 50km에 위치한 곶이다. 나폴레옹 전쟁 중인 1805년 10월 21일, 곶 서쪽 해역에서 트라팔가르 해전이 벌어져 허레이쇼 넬슨 제독이 이끄는 영국 함대가 프랑스 · 스페인 연합 함대를 물리 치고 제해권을 쥐고 나폴레옹의 영국 침공을 저지했다. 이 승전을 기념해 만들어진 것이 런던의 트라팔가 광장이다.

## 같이 보기
- 트라팔가 광장